# Peter Zintner
Peter Zintner (* 5. Mai 1951 in Gotha; † 2. Dezember 2018) war ein deutscher Fernsehschauspieler.

## Leben
Peter Zintner absolvierte sein Schauspielstudium an der Schauspielschule Leipzig. Er wirkte von 1973 bis 2008 als Schauspieler vor der Kamera in mehr als 40 Film-und-Fernsehproduktionen mit. Er war als Hörspielsprecher für den Rundfunk der DDR tätig. Einem größeren Publikum wurde er bekannt durch seine Rolle als Walter Prozeski in der ARD-Soap Verbotene Liebe, die er ein Jahr lang spielte. Danach war er in weiteren Filmen und Fernsehserien zu sehen, darunter auch in Hinter Gittern – Der Frauenknast, Hallo Robbie!, Gute Zeiten, schlechte Zeiten, Der Landarzt oder In aller Freundschaft. Eine seiner letzten Rollen spielte er als Peter Mahler in der Telenovela Sturm der Liebe.
Peter Zintner war ab 1984 mit der Schauspielerin Uta Schorn verheiratet. Die Ehe blieb kinderlos. Das Ehepaar trennte sich im Jahr 2003; allerdings wurde die Ehe bis zu seinem Tod nicht geschieden. Zintner starb am 2. Dezember 2018 im Alter von 67 Jahren.

## Filmografie
- 1973: Die sieben Affären der Doña Juanita (TV-Mehrteiler)
- 1978: Härtetest
- 1980: Archiv des Todes (Fernsehserie, 2 Folgen)
- 1980: Unser Mann ist König (Fernsehserie, 1 Folge)
- 1981: Nora S.
- 1981: Der Staatsanwalt hat das Wort: Abseits (Fernsehreihe)
- 1982: Berühmte Ärzte der Charité (Fernsehserie, 1 Folge)
- 1982: Doppelt gebacken
- 1982: Hotel Polan und seine Gäste
- 1982: Hoffnungslose Fälle
- 1983: Film-Salabim
- 1983: Der Staatsanwalt hat das Wort: Nur einen Schluck (Fernsehreihe)
- 1985: Die Wäscherin von Portillon
- 1987: Polizeiruf 110: Der Tote zahlt (Fernsehreihe)
- 1988: Kai aus der Kiste
- 1988: Bereitschaft Dr. Federau (Fernsehserie, 1 Folge)
- 1991: Ein Heim für Tiere (Fernsehserie, 1 Folge)
- 1992: Sherlock Holmes und die sieben Zwerge (Fernsehserie, 2 Folgen)
- 1993: Der Landarzt (Fernsehserie, 1 Folge)
- 1994: Liebling Kreuzberg (Fernsehserie, 1 Folge)
- 1994: Frauenarzt Dr. Markus Merthin (Fernsehserie, 1 Folge)
- 1994–1995: Gute Zeiten, schlechte Zeiten (Fernsehserie)
- 1995: Wir sind auch nur ein Volk (Fernsehserie, 1 Folge)
- 1995: Unser Lehrer Doktor Specht (Fernsehserie, 1 Folge)
- 1996: Auf Achse (Fernsehserie, 1 Folge)
- 1997–1998: Verbotene Liebe (Fernsehserie, 147 Folgen)
- 1998: Die Wache (Fernsehserie, 1 Folge)
- 1999–2000: Hinter Gittern – Der Frauenknast (Fernsehserie, 7 Folgen)
- 2000: In aller Freundschaft (Fernsehserie, 1 Folge)
- 2002: Alphateam – Die Lebensretter im OP (Fernsehserie, 1 Folge)
- 2002: Im Namen des Gesetzes (Fernsehserie, 1 Folge)
- 2003: Küstenwache (Fernsehserie, 1 Folge)
- 2003: Berlin, Berlin (Fernsehserie, 3 Folgen)
- 2003: Hallo Robbie! (Fernsehserie, 1 Folge)
- 2005–2006: Sturm der Liebe (Fernsehserie, 12 Folgen)
- 2006: Das Geheimnis meines Vaters (Fernsehserie, 1 Folge)
- 2006: Die Liebe kommt selten allein
- 2008: Inga Lindström: Der Zauber von Sandbergen (Fernsehreihe)

## Hörspiele
- 1987: Jörg Berrouschot: Kasper und der Drache Feuerspei (Grünholz) – Regie: Rüdiger Zeige (Kinderhörspiel/Kurzhörspiel – Rundfunk der DDR)